# Hendrik Verhees
Hendrik Verhees, né le 9 novembre ou le 7 décembre 1744 à Boxtel et mort dans ce village le 23 avril 1813, est un cartographe, architecte, ingénieur hydraulique et homme politique néerlandais.

## Biographie

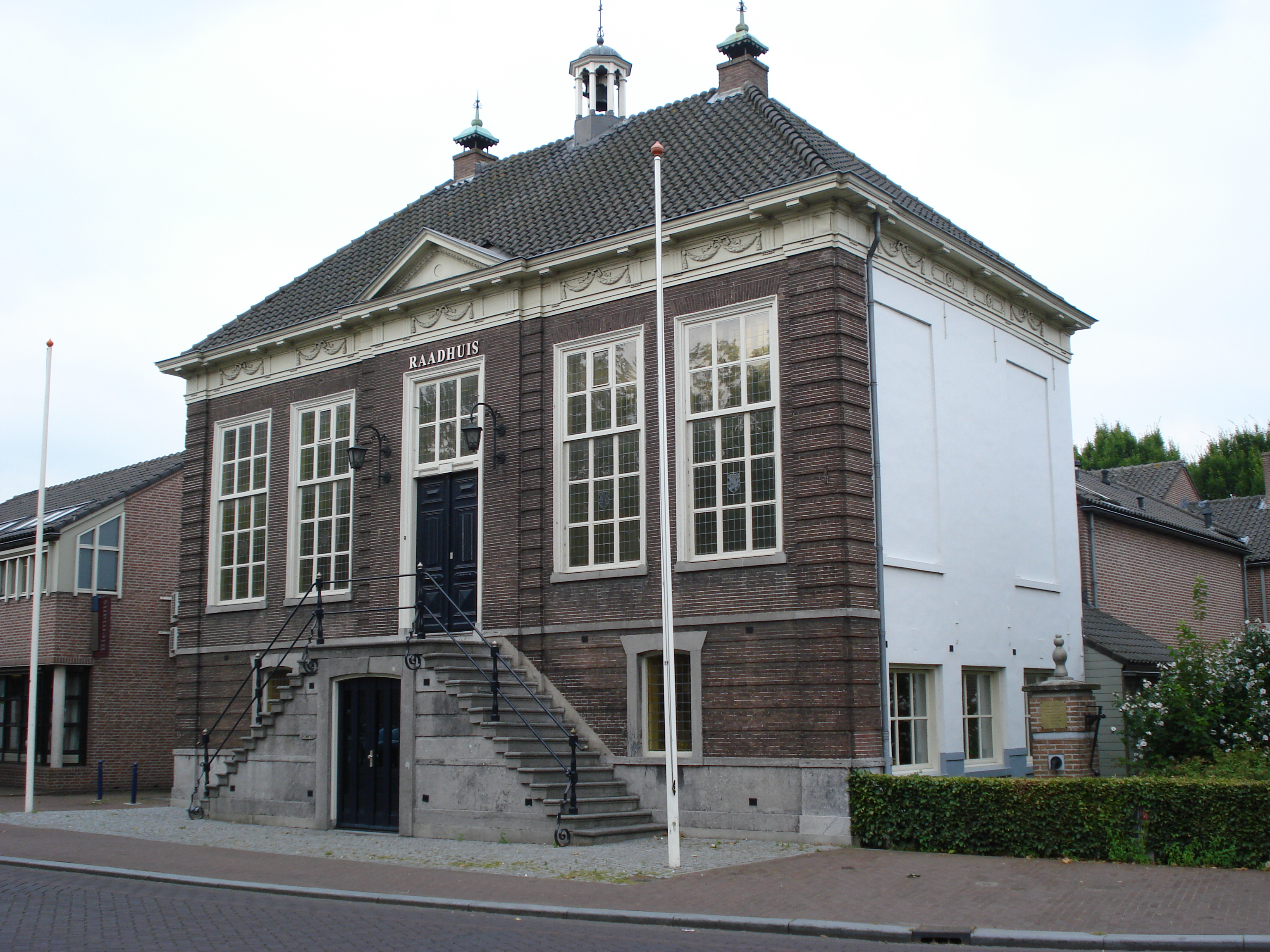
L'hôtel de ville d'Erp, construit par Verhees en 1791, classé monument national depuis 1973.

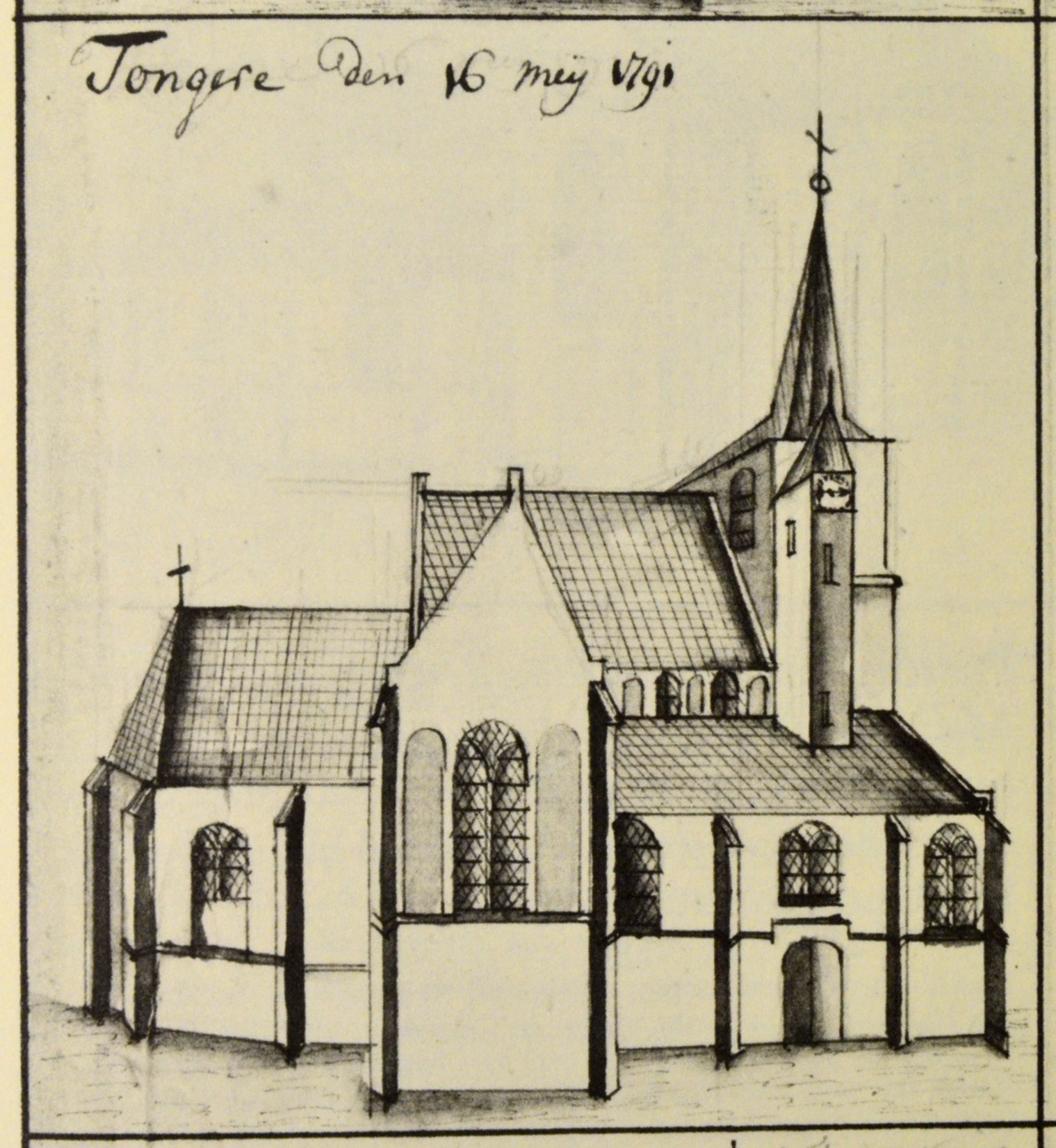
Église Saint-Martin de Tongelre, restaurée par Verhees en 1791.

Fils d'un charpentier, il devient arpenteur et cartographe en 1767. Il entreprend en parallèle une carrière d'architecte et construit un certain nombre d'églises et de bâtiments publics dans le Brabant. Dans les années 1780, il occupe divers postes publics.
En 1785, Verhees remporte la médaille d'argent d'un concours organisé par la société philosophique de Rotterdam pour la réalisation d'un canal entre Bois-le-Duc, Maastricht et Liège, préfiguration du Zuid-Willemsvaart. En 1794, il réalise la première carte détaillée du Brabant. 
En 1795, il prend une part active dans la Révolution batave. D'avril à décembre 1795, il est président de la municipalité de Boxtel. Il siège également à l'assemblée provisoire du Brabant de juin 1795 à mars 1796. Il milite pour que le Brabant, alors un pays de la Généralité, soit considéré comme une province à part entière. Il est élu député du district d'Oss à la première Assemblée nationale de la République batave, qui se réunit à partir du 1er mars 1796. Il siège aux côtés des patriotes unitaristes de Pieter Vreede et défend les droits des catholiques. Il est réélu en août 1797 et participe au coup d'État unitariste du 22 janvier 1798. Il est réélu le 4 mai mais est chassé du Corps législatif par le coup d'État du 12 juin. Il y est réélu le 31 juillet suivant et siège jusqu'au renouvellement de juin 1801.
Verhees poursuit une carrière dans l'administration publique. Il dirige notamment les travaux pour améliorer la navigabilité de l'Aa à partir de 1803. Parallèlement, il siège au conseil municipal de Boxtel dont il est le président de 1806 à 1810. Il est ensuite désigné comme juge de paix et devient membre du conseil d'arrondissement de Bois-le-Duc.